# Dylan Patton
 (avril 2016).
Si vous disposez d'ouvrages ou d'articles de référence ou si vous connaissez des sites web de qualité traitant du thème abordé ici, merci de compléter l'article en donnant les références utiles à sa vérifiabilité et en les liant à la section « Notes et références ».
Dylan Michael Patton est un acteur et mannequin américain, né le 13 juillet 1992 à Denton, au Texas (États-Unis).

## Biographie
Né de parents photographes professionnels, il est aussi le frère cadet de Julian Patton.

## Filmographie sélective
- 2005 : Paradise, Texas : Tyler Cameron
- 2005 : Phénomène Raven (That's So Raven) (série TV) : Justin Banks
- 2006 : Crab Orchard : Clay Thomas
- 2009-2010 : Des jours et des vies (TV) : Will Horton

## Distinctions

### Nominations
- 2010 : nomination au Daytime Emmy du meilleur jeune acteur dans une série télévisée dramatique pour Des jours et des vies.